# Josef Hrabák
Josef Hrabák (ur. 3 grudnia 1912 w Brnie, zm. 6 sierpnia 1987 tamże) – czeski (czechosłowacki) uczony, filolog literaturoznawca. 

## Życiorys
Początkowe etapy edukacji szkolnej odbył w Brnie. Maturę zdał w 1931 roku. W latach 1931–1935 studiował bohemistykę i romanistykę na Wydziale Filozoficznym Uniwersytetu w Brnie. W roku 1936 obronił doktorat na podstawie porównawczej pracy wersologicznej Staropolský verš ve srovnání se staročeským (Wiersz staropolski w porównaniu ze staroczeskim). Od 1935 roku pracował jako nauczyciel gimnazjalny w Brnie i Lipniku. W 1937 został przyjęty w poczet Praskiego Koła Lingwistycznego. Po II wojnie światowej był wykładowcą na Uniwersytecie w Brnie. W 1946 się habilitował. W latach 1953–1978 był profesorem literatury czeskiej w Brnie. Działał w Czechosłowackiej Akademii Nauk. Był autorem wielu prac naukowych i popularnonaukowych, w tym wstępów albo posłowi do nowych wydań klasyki czeskiej. Zajmował się historią literatury czeskiej, stylistyką i wersologią.